# 黃志光 (1954年)
黄志光（1954年8月—），男性，汉族，广东汕尾人，中华人民共和国政治人物。曾任中共汕头市委书记、深圳市政协副主席等职务。2013年因受贿、非法持有枪支罪被判刑14年，并于翌年被加刑至15年定谳。

## 生平
黄志光祖籍广东省汕尾市城区东涌镇，生于宝安县，1971年10月，他进入宝安县装卸运输公司工作，随即转岗至盐田7501国防工程指挥部担任工人，以后相继在宝安县装卸运输公司、深圳深港汽车运输公司等企业担任领导，直到1991年10月步入政坛，出任深圳市运输局副局长。
1998年3月，黄志光出任深圳市宝安区委副书记，翌年12月又升任同区党委书记，在此期间，他开始收受贿赂。2003年5月23日，黄志光调赴汕头，出任该市代理市长，次月转正，2006年10月28日，他接替已升任广东省副省长的林木声出任中共汕头市委书记。2010年5月，他调离汕头，回到深圳担任市政协副主席、党组副书记，但他在政协任上不到一年就被中共广东省纪委立案调查。2013年12月，广州市中级人民法院以受贿、非法持枪二罪判处其有期徒刑14年，他随即前往河源监狱报到，不过，检方认为他在汕头任职期间，为了掩盖其受贿行为，以他儿子的名义将不法所得捐赠给寺庙也属于受贿犯罪，并因此提出抗诉，最终，广东省高级人民法院更二審判處其有期徒刑15年。2024年3月，黄志光获减刑六个月，其刑期将于2025年5月28日结束，此前，他已经三次获得减刑。
與黄志光在汕头共事的汕头市长蔡宗泽、市委副书记邓大荣也相继于2017年、2018年因贪腐被中共广东省纪委立案审查。